# Silvester (Vorname)
Silvester ist ein männlicher Vorname. Eine andere Schreibweise des Namens ist Sylvester.

## Herkunft und Bedeutung des Namens
Der Name entstammt dem lateinischen Wort silvestris – aus dem Wald stammend  oder im Wald lebend und bedeutet somit Waldbewohner; abgeleitet von silva, dem lateinischen Wort für Wald.

## Namenstag
- 31. Dezember, siehe auch: Silvester

## Varianten
- Sylvester (englisch)
- Silwestr (Сильвестр, russisch; wiss. Transliteration Sil'vestr)
- Silvestre (französisch, portugiesisch, spanisch)
- Silvestro (italienisch, esperantisch)
- Sylwester (polnisch)
- Szilveszter (ungarisch)

## Namensträger

### Päpste, Geistliche
- Silvester I., von 314 bis 335 erster römischer Papst nach der Konstantinischen Wende
- Silvester II. (Gerbert von Aurillac, ca. 950–1003), Papst von 999 bis 1003
- Silvester III. (Johannes Crescentius, † 1063), amtierte im Jahr 1045 als Papst
- Silvester IV., Gegenpapst (1105–1111)
- Silvester, Bischof von Chalon († um 530)
- Silvester (Worcester) († 1218), Bischof von Worcester
- Silvester of Everdon († 1254), englischer Geistlicher und Bischof von Carlisle
- Silvester (Protopope) (16. Jh.), Beichtvater und Ratgeber Iwans des Schrecklichen
- Silvester Guzzolini (13. Jh.), italienischer Heiliger, Ordensgründer der Silvestriner
- Silvester Pflieger († 21. Oktober 1453), von 1438 bis 1453 Bischof von Chiemsee
- Silvester Stodewescher († 12. Juli 1479), von 1448 bis zu seinem Tod 1479 Erzbischof von Riga
- Sylvester (Patriarch von Antiochien) (* ca. 1680, † 1766), Patriarch von Antiochien

### Vorname
Form Silvester
- Silvester Belt (* 1997), litauischer Sänger und Songschreiber
- Silvester Frey (1851–1919), deutscher Publizist
- Silvester Hiller (1592–1663), Schweizer Mediziner und Bürgermeister von St. Gallen
- Silvester von Hößlin (* 1978), deutscher Schauspieler und Sprecher
- Silvester Lechner (* 1944), deutscher Historiker und Autor
- Silvester Mazzolini (1456–1523), italienischer Dominikaner und Theologe, genannt Prierias
- Silvester von Schaumberg (* zwischen 1466 und 1471; † 29. Juni 1534), Reichsritter und Amtmann, früher Unterstützer von Martin Luther

Form Silvestre
- Silvestre Ecolo (* 1984), äquatorialguineischer Fußballspieler
- Silvestre Mesaka (* 1978), äquatorialguineischer Fußballspieler
- Silvestre Revueltas (1899–1940), mexikanischer Komponist, Geiger und Dirigent
- Silvestre Luís Scandián (1931–2019), brasilianischer Ordensgeistlicher und römisch-katholischer Erzbischof von Vitória
- Silvestre Varela (* 1985), portugiesischer Fußballspieler
- Silvestre Vélez de Escalante (1750–1780), spanischer Franziskaner

Zwischenname
- Antoine-Isaac Silvestre de Sacy (1758–1838), französischer Philologe
- Samuel Ustazade Silvestre de Sacy (1801–1879), französischer Journalist, Bibliothekar und Senator

Form Silvestro
- Silvestro Aldobrandini (1587–1612), italienischer römisch-katholischer Geistlicher, ab 1598 Großprior des  Souveränen Malteserordens, ab 1603 Kardinal
- Silvestro Belli (1781–1844), italienischer katholischer Bischof und Kardinal
- Silvestro Carlone (1610–1671), italienischer Maurermeister und Stadtbaumeister
- Silvestro Durante († 1672), italienischer Kirchenmusiker und Komponist des 17. Jahrhunderts
- Silvestro Ganassi (* 1492; † unbekannt), italienischer Viola da Gamba- und Blockflötenspieler
- Silvestro Gherardi (1802–1879), italienischer Physiker und Mathematikhistoriker
- Silvestro Guzzolini (* um 1177; † 1267), italienischer Geistlicher, Abt und Ordensgründer der Silvestriner
- Silvestro Lega (1826–1895), italienischer Maler des Realismus
- Silvestro Milani (* 1958), italienischer Radrennfahrer und nationaler Meister im Radsport
- Silvestro Patrizio Mulligan (1875–1950), irischer römisch-katholischer Ordensgeistlicher, Erzbischof von Delhi und Simla
- Silvestro Palma (1754–1834), italienischer Opernkomponist
- Silvestro Prestifilippo (1921–1975), italienischer Journalist, Autor und Filmregisseur
- Silvestro Valier (1630–1700), 109. Doge von Venedig von 1694 bis 1700

Form Sylvester
- Sylvester Birngruber (1914–2006), österreichischer Mönch des Zisterzienserordens, Religionspädagoge, und Verfolgter des Nationalsozialismus
- Sylvester Cotton, US-amerikanischer Sänger, Gitarrist und Songwriter des Country Blues
- Sylvester Engbrox (* 1964), deutscher zeitgenössischer Maler
- Sylvester Graham (1794–1851), amerikanischer Prediger, früher Verfechter einer vegetarischen Reformdiät
- Sylvester Groth (* 1958), deutscher Schauspieler und Synchronsprecher
- Sylvester Heereman (* 1974), deutscher Ordensgeistlicher
- Sylvester James (1947–1988), US-amerikanischer Soul- und Discosänger, Bandleader, Songwriter und Produzent
- Sylvester Jordan (1792–1861), deutscher Jurist und liberaler Politiker
- Sylvester Kincheon (* 1964), US-amerikanischer Basketballspieler
- Sylvester Leer (1880–1957), österreichischer Politiker
- Sylvester Levay (* 1945), ungarischer Komponist
- Sylvester McCoy (* 1943), schottischer Schauspieler
- Sylvester Reisacher (1862–1916), deutscher Historien-, Porträt- und Landschaftsmaler
- Sylvester Stadler (1910–1995), österreichischer SS-Kommandant
- Sylvester Stallone (* 1946), US-amerikanischer Schauspieler, Filmregisseur, Drehbuchautor und Filmproduzent
- Sylvester Tegetmeier († 1552), norddeutscher Theologe und Reformator von Livland
- Sylvester Wackerle (1908–1978), deutscher Bobfahrer
- Sylvester Walch (* 1950), deutscher Autor und Psychotherapeut
- Sylvester Williams (* 1988), US-amerikanischer American-Football-Spieler

Zwischenname
- zweiter Vorname von Michael Opoczynski (* 1948), deutscher Fernsehjournalist
- zehnter Vorname von Karl-Theodor zu Guttenberg (* 1971), deutscher Politiker (CSU)
- Robert Sylvester Kelly (* 1967), US-amerikanischer Soul-Sänger

Form Sylwester
- Sylwester Banaś (1921–1994), polnischer Autor von Romanen und Jugendbüchern
- Sylwester Bednarek (* 1989), polnischer Hochspringer
- Sylwester Czereszewski (* 1971), polnischer Fußballspieler
- Sylwester Czopek (* 1958), polnischer Archäologe
- Sylwester Janiszewski (* 1988), polnischer Straßenradrennfahrer
- Sylwester Kulig (* 1981), polnischer Biathlet
- Sylwester Przedwojewski (1920–2015), polnischer Schauspieler
- Sylwester Sembratowicz (1836–1898), Kardinal und Erzbischof von Lemberg der Ukrainischen Griechisch-Katholischen Kirche
- Sylwester Szmyd (* 1978), polnischer Radrennfahrer